# 17969 Truong
A 17969 Truong (ideiglenes jelöléssel 1999 JB47) a Naprendszer kisbolygóövében található aszteroida. A LINEAR projekt keretében fedezték fel 1999. május 10-én.